# مدسين
مدسين هي منظومة للمصطلحات الطبية الموحدة، وهو مفردات طبية مسجلة الملكية وقد طورتهُ شركة أنظمة ميديكومب. ميديسين هو مصطلح لنقاط الرعاية المخصصة للاستخدام في أنظمة السجلات الصحية الإلكترونية (إي إتش آر) ويتضمن أكثر من 280,000 عنصر بياني، تشمل الأعراض والتاريخ والفحص البدني والاختبارات والتشخيص والعلاج. تحتوي المفردات السريرية على أكثر من 38 عامًا من البحث والتطوير بالإضافة إلى القدرة على عبور الخريطة لأنظمة الترميز الرائدة مثل: SNOMED CT, CPT, ICD-9-CM/ICD-10-CM, DSM, LOINC, CDT, CVX، ونظام تصنيف الرعاية السريرية (سي سي سي) للتمريض والرعاية الصحية المسُاعدة. يجري تسويق نظام الترميز الطبي لتوثيق نقاط الرعاية. يشتمل ميديسين على العديد من أنظمة السجلات الصحية الإلكترونية، مما يسمح لها بإنتاج مخططات المريض المنظمة والمقُننة رقميًا. تُتيح هذه الهيكلة تجميع وتحليل واستخراج اسم مريض أو مجموعة سُكانية.

## التاريخ
طورَ بيتر اس گولترا ميديسين في البداية، مؤسس أنظمة ميديكوم "كقاعدة بيانات سريرية ذكية للتوثيق في وقت الرعاية". ذهبت سنوات التطوير الأولى في تصميم هيكل محرك المعرفة الذي من شأنه أن يمكّن مجتمع العلاقات بين الأحداث السريرية. منذ عام 1978، تحسن محرك قاعدة البيانات الطبية وتوسع باستمرار ليشمل مفاهيم من التاريخ السريري والاختبار والفحص البدني والعلاجات والتشخيصات لتمكين تشفير لقاءات المريض كاملةً بالتعاون مع الأطباء والمؤسسات التعليمية مثل: كورنيل وهارڤارد وجونز هوبكنز.

## سِمات

### تعدد الهيكل الهرمي
يجري تنظيم عناصر البيانات الطبية في تسلسلات هرمية سريرية متعددة، حيث يمكن للمستخدمين الانتقال بسهولة إلى مصطلح طبي باتباع شجرة المقترحات السريرية، تحدد المقترحات السريرية المحتوى السريري الفكري الفريد. ومن الأمثلة على مثل هذه المقترحات المشابهة "الصفير الذي يكون أسوأ أثناء الطقس البارد" و"الصفير الذي يكون أسوأ مع نزلة البرد" يختلف المعنى بشكل كبير بالنسبة للأطباء، وبالتالي يمكّن البرنامج من تقديم العناصر ذات الصلة للمستخدمين السريرين.
يوفر هذا التسلسل الهرمي إرثًا للخصائص السريرية بين عناصر البيانات، مما يعزز بشكلٍ كبير من قدرات أنظمة السجلات الصحية الإلكترونية ويوفر أيضاً هياكل عرض منطقية للمستخدمين السريريين. يؤدي رابط عناصر البيانات الطبية من خلال استخدام وصف العديد من التشخيصات في فهرس التشخيص إلى إنشاء تسلسلات هرمية متعددة. يستخدم محرك ميديسين أدوات التوجيه السريرية المحددة التي يحتاجون إليها بدلاً من الاضطرار إلى إنشاء شروط جديدة للتوثيق السريع.

### تعزيز سهولة استخدام السجلات الصحية الإلكترونية
جرى تصميم ميديسين للعمل كمصطلح واجهة لتضمين مكونات تجعل السجلات الصحية الإلكترونية أكثر قابلية للاستخدام عندما يجري استخدامها جنبًا إلى جنب مع الطبيب الملكية وأدوات توثيق التمريض. حددت المصطلحات الواجهة السريرية،وفقاً لروزإنبلوم إي تي أي ال (2006) و المحققون مثل: جووت إي تي ال ومكدونالد إي تي  ال وروز إي تي ال وكامبل إي تي ال، بأنها "مجموعة منهجية من العبارات المتعلقة بالرعاية الصحية (مصطلح)" (ص 277) التي تدعم النقاط االمعلومات السريرية المتعلقة بالمريض التي ادخلها الأطباء في البرامج مثل: تسجيل الملاحظات السريرية وأدوات دعم القرار.
لتكون مصطلحات الواجهة قابلة للأستخدام السريري، يجب أن تكون قادرة على وصف أي عرض سريري بسرعة وسهولة في الأستخدام ودقة للأطباء لإنجاز المهام المقصودة (مثل توثيق رعاية المرضى) عند استخدام المصطلحات الطبية. بالإضافة إلى ذلك، يجب أن يكون للمصطلحات الطبية علاقات طبية. يحقق محرك العرض التقديمي لشركة الطبية معايير قابلية الإستخدام هذه من خلال استخدام قدرات التحفيز الذكي لتقديم قائمة ذات صلة بالمصطلحات السريرية الطبية للتوثيق السريري السريع. ميزة أخرى لقابلية الأستخدام يوفرها محرك عرض الطبي هي العلاقات الطبية للمصطلحات السريرية من خلال التسلسلات الهرمية السريرية المتعددة لكل مصطلح طبي.

### دعم ترميز آيي سي دي-10-سي ام
في أغسطس 2012، أصدرت أنظمة ميديكومب نسخة محدثة من البرنامج المضمن مع تعيينات ووظائف آيي سي دي-10-سي ام (التصنيف الدولي للأمراض، مراجعة العاشرة، التعديل السريري) للانتقال من آيي سي دي-9-سي ام إلى آيي سي دي-10-سي ام حسب تكليف وزارة الصحة والخدمات الإمريكية الإنسانية. تم تصميم هذا الإصدار الجديد خصيصاً لجعل آيي سي دي-10 أكثر قابلية للإستخدام في أنظمة السجلات الصحية الإلكترونية من خلال توفير وصول أسهل للأطباء إلى التعييات ثنائية الإتجاه والبيانات الدقيقة والأكواد من خلال منتجات السجلات الصحية الإلكترونية الخاصة بهم. نشرت منظمة الصحة العالمية آيي سي دي-10 لتمكين الجمع المنهجي لبيانات المرضى ومعدل الوفيات من مختلف البلدان من أجل التحليل الإحصائي.

### التكامل مع معظم السجلات الصحية الإلكترونية والأنظمة القديمة
يمكن دمج المصطلحات الطبية بسهولة في السجلات الصحية الإلكترونية الحالية والأنظمة القديمة لتمكين رسم خرائط للمصطلحات الحالية وأنظمة الترميز الأخرى مثل: آيي سي دي ودي اس ام وسي پي تي وال اوو أي أن سي واس ان او ام إي دي سي تي ونظام تصنيف الرعاية السريرية لتوليد بيانات مُقننة سلسة في نقطة الرعاية. تتيح ميزات التشغيل البيني لشركة الطبية سهولة الوصول إلى بيانات المرضى ومشاركتها بين مُرافق الرعاية الصحية.

## التفاعل مع أنظمة السجلات الصحية الإلكترونية
تم تطبيق الطب في العديد من أنظمة السجلات الصحية الإلكترونية التجارية كمصطلحات واجهة لدعم الرعاية المتكاملة والتوثيق السريري ومراقبة الصيانة الصحية وإدارة الأمراض ووظائف تخطيط الرعاية للأطباء والممرضات والمهنيين الصحيين المتحالفين. تشتمل أنظمة السجلات الصحية الإلكترونية التجارية على السجلات الصحية الإلكترونية من إيبك والسكريبت وبالوس ومكيسون ونظام السجلات الصحية الإلكترونية التابعة لوزارة الدفاع الأمريكية وتطبيق التكنولوجيا الصحية الطولية للقوات المسلحة.

### التكنولوجيا الصحية الطولية للقوات المسلحة
التكنولوجيا الصحية الطولية للقوات المسلحة هو نظام سجلات الصحية تم تطويرهُ لوزارة الدفاع الأميركية. يستخدم هذا التطبيق محرك مصطلحات لأغراض التوثيق ميديكومب الخاص بالطب السريري.

## رعاية خطة التمريض الطبي
طورت أنظمة ميديكومب خطة رعاية التمريض لنظام تصنيف الرعاية السريرية. إن نظام تصنيف الرعاية السريرية عبارة عن مصطلحات تمريض معيارية ومشفرة توفر إطارًا فريدًا وهيكل ترميز للوصول إلى رعاية المرضى وتصنيفها وتوثقها الممرضات و غيرهم من المهنيين الصحيين المتحالفين. يرتبط  تصنيف الرعاية السريرية ارتباطاً مباشرًا في خطة الرعاية التمريض الطبية بالمصطلحات الطبية بغرض إنشاء خطة رعاية للمرضى عن طريق إستخراج مجموعة من الوثائق من تاريخ السجل الصحي الإلكتروني. تم دمج مصطلحات التمريض تصنيف الرعاية السريرية في قاعدة البيانات الطبية السريرية من خلال الشجرة الهرمية السياقية، مما يوفر مجموعة من معايير المصطلحات والمفاهيم مع قدرات التحفيز الذكي لمحرك الطب.